# Estigmatismo
Estigmatismo é a propriedade que determinados sistemas ópticos apresentam de fazer concorrer numa imagem pontual os raios provenientes de outro ponto (ou objecto). 
Comumente, atribui-se erroneamente a palavra estigmatismo para pessoas com um problema de visão denominado astigmatismo. No Astigmatismo a córnea apresenta uma maior curvatura em uma direção, o que distorce a visão de qualquer objeto, indiferente da sua distância.

## Astigmatismo
A córnea normalmente é redonda, enquanto no astígmata é ovalada. Quando há irregularidade na curvatura da córnea ou do cristalino (lente interna do olho) pode gerar o astigmatismo. Sendo assim os raios de luz não chegam ao mesmo ponto da retina. A imagem levada ao cérebro torna-se deformada, distorcida ou desfocada. Dependendo da intensidade do problema e o esforço visual, algumas queixas são frequentes, como dor de cabeça, sensação de ardor nos olhos e hiperemia conjuntival. O astigmatismo pode estar relacionado a uma herança genética porém a causa dessa má formação ainda é desconhecida.

## Diferença entre Estigmatismo e Astigmatismo
Um sistema óptico é estigmático para um ponto P quando fornece uma única imagem P' para ele. O único sistema óptico rigorosamente estigmático para todos os pontos é o espelho plano. Muitos sistemas ópticos, porém, são aproximadamente estigmáticos quando usados em certas condições.
Um sistema óptico é astigmático para um ponto P quando fornece mais de uma imagem para ele. É o oposto de um sistema estigmático.

## Sistemas Estigmáticos
Rigorosamente falando, somente o espelho plano é um sistema óptico completamente estigmático, porém foram criados parâmetros sob os quais lentes e espelhos esféricos podem ser considerados sistemas estigmáticos (é importante ressaltar que essa é uma aproximação física) denominados Condições de Gauss. 